# Ruth Winch
Ruth Isabel Winch, de soltera Ruth Pennington Legh, (Ryde, Isla de Wight; 25 de agosto de 1870-Beaumaris, Angelesey; 9 de enero de 1952) fue una tenista británica.

En 1899 se casó con I. G. Winch. Ese mismo año, ella apareció por primera vez en el Campeonato de Wimbledon, pero tuvo en la segunda ronda fue derrotada ante Bertha Steedman. Entre 1904 y 1919, fue capaz de llegar a los cuartos de final. Más recientemente, apareció en 1924 en el torneo de individuales en Wimbledon.
En los Juegos Olímpicos de Londres en 1908 Winch ganó la medalla de bronce en individuales en césped.
Murió en 1952 a la edad de 81 años en la isla galesa de Angelesey.